# Гридино (Псковский район)
Гридино — деревня в Псковском районе Псковской области. Входит в состав Серёдкинской волости.
Расположена в 57 км к северу от Пскова и в 15 км к северо-востоку от села Серёдка.
18 ноября 1941 г. на собрании подпольщиков в землянке близ деревни Гридино был образован Псковский подпольный межрайонный партийный центр. Руководителем центра избран секретарь горкома ВКП(б) А. В. Гущин.
Численность населения деревни по состоянию на 2000 год составляла 2 человека.

## Топографические карты
- Лист карты O-35-XVII Новоселье. Масштаб: 1 : 200 000. Издание 1980 г.